# Anne Joliot
Pour les articles homonymes, voir Joliot-Curie et Famille Curie.
Anne Joliot, née Anne Gricouroff, est une biologiste française, chargée de recherche au CNRS, née en 1938.

## Biographie
Anne Joliot est la fille du radiologiste Georges Gricouroff et de la pédiatre Colette Rodet. 
Elle a épousé le biologiste Pierre Joliot, avec lequel elle mène une longue collaboration professionnelle. Ils sont à eux deux, ainsi qu'en collaboration avec d'autres chercheurs, les auteurs de nombreux articles scientifiques dans le domaine de la bioénergétique cellulaire. Ils effectuent leur carrière au sein de l'IBPC. 
Anne Joliot a publié, seule ou en collaboration, plus d'une soixantaine d'articles de recherche dans des domaines divers (biologie cellulaire, biologie moléculaire, génétique, biologie du développement). 
Selon Pierre Joliot, « un élément déterminant a certainement été la collaboration que j'ai entretenue toute ma carrière avec mon épouse, Anne Joliot. La plupart de mes publications sont signées en commun et c'est certainement grâce à cette collaboration que j'ai pu, à l'époque où j'assurais des responsabilités, garder un contact réel avec la paillasse ».
Anne Joliot est par ailleurs membre du comité d'honneur de la Biennale 109, association de peinture et de sculpture fondée en 1983.
Pierre et Anne ont deux enfants, Marc Joliot, chercheur en neurosciences, et Alain Joliot, biologiste.
Nadine Gricouroff, la sœur d'Anne, a épousé Nils Perrin, ingénieur diplômé de l'ESPCI et petit-fils de Jean Perrin, avec lequel elle a eu trois enfants.

## Prix
- 1980: Prix du Commissariat à l'énergie atomique à Monsieur et Madame Pierre et Anne Joliot, respectivement directeur et chargé de recherche au CNRS[5], pour leurs travaux sur le mécanisme de la photosynthèse chlorophyllienne[6] et sur le rôle fondamental des associations supramoléculaires dans le fonctionnement de l'appareil photosynthétique[7].

## Sélection de publications
- Contribution à l'étude des réactions photochimiques de la photosynthèse, thèse de doctorat, sous la direction de René Wurmser, Faculté des sciences de Paris, 1965.
- Actions du chlorométhylurée et de l'hydroxylamine sur la réaction photochimique d'émission d'oxygène, Biochimica et Biophysica Acta Biophysics, 1966
- Contribution à l'étude cinétique des deux étapes photochimiques de la photosynthèse[8], thèse de doctorat, sous la direction de René Wurmser, Faculté des sciences de Paris, 1968[9].
- Étude de la photo-oxydation de l'hydroxylamine par les chloroplastes d'épinards, Biochimica et Biophysica Acta Bioenergetics, 1969.